# グランモール
グランモール（英称：GRAND MALL）は、福岡県遠賀郡水巻町にあるショッピングモール。

## 概要
福岡県遠賀郡水巻町と北九州市八幡西区にまたがる敷地に開発された。1990年代にオサダを核とした当時九州最大級の複合ショッピングセンター「生活城塞都市メルカート」として予定地の着工がされた。
しかし、バブル崩壊などの影響で予定地の造成途中で計画は見送られ、更に核テナントとして出店する予定だったオサダも前後する形で経営破綻した。
立地条件として北九州市側・水巻町側双方で国道3号と国道199号などが複雑に分岐合流し、西向きからしかアクセスできない複雑な道路構造のため、同地は10年以上放置されていたが、取付道路を新設するなどの対策を施したうえでトヨタグループの豊田通商により開発を再開した。
当初ダイキとサンリブが核テナントとして出店予定だったが、サンリブは早々に見送り、ダイキは八幡西区の別の場所に出店したためグランモールへの出店は見送りとなった。
当初から十分なテナントを集められず見切り発車となり、食品ディスカウントスーパー部分にはラ・ムーが2010年5月に、ホームセンター部分にホームプラザナフコが2010年12月にオープン。また、隣の中間市にあるショッパーズモールなかまより一部の店舗が移転するなどして、2011年7月に全館オープンを果たした。
しかし周辺には多くのディスカウントストアが立地し、イオンモール八幡東やショッパーズモールなかまをはじめとする競合に敗れ、業績不振や移転により空き店舗が増加し、ナフコのTWO-ONE STYLE部分（家具売り場）が2014年6月に閉店。2014年9月には空き店舗増により、残存した2階店舗を1階に集約するなどのリニューアルを実施、2階センターコートが閉鎖された。
2階部分には4店舗が残存していたが、ウエストコートからイーストコートまでは分断され、通り抜けができなくなった。また、2015年11月15日をもって核テナントの一つであったナフコが完全に閉店した。
2021年2月以降は、営業している商業テナントはラ・ムーのみとなり、デッドモールと化した。
2022年2月より、東側の北九州市域内の部分は北九州市が実施する新型コロナウイルス感染症のワクチンの集団接種会場として利用されていた。
施設の一部がバナナ畑として利用されているとされるが、第213回国会衆議院国土交通委員会第8号（2024年4月17日）における農林水産省への質問に対する答弁では、統計上福岡県のバナナの出荷実績はなく、農林水産省側では当モールの立地する福岡県北九州市及び水巻町におけるバナナの生産、出荷状況は把握していないとしている。空きスペースを北九州イノベーションセンターと銘打っての再開発が進められ、2023年11月に第1期開業を迎えている。

## 沿革
- 2008年6月2日 : 着工
- 2010年5月20日 : 第1期開業。
- 2010年12月2日 : 第2期開業。
- 2011年7月1日 : 全館オープン。
- 2014年9月6日 : リフレッシュオープン（2階大部分閉鎖）。
- 2021年1月 : 営業店舗がラ・ムーのみとなる。
- 2023年11月 : 「北九州イノベーションセンター」を新たに施設内に誘致し[5]、第一期開業。2025年までの完全開業を目指している。

## テナント

### メインテナント
- ラ・ムー - 九州一号店で、第一期オープン店舗。また2021年～2023年11月10日までは唯一のテナント。
- ワッツウィズ - 独立した形の店舗ではなく、上述のラ・ムー内の100円ショップコーナーとして2023年7月22日に追加開設[6]。
- JOYPOLIS SRORTS - 九州一号店で、2023年11月11日に開店した。
- REDEE - ビデオゲーム（eスポーツ）などを通じて、デジタル技術に関する知識を学ぶための施設として2023年11月11日に開店した。
- REDEE Cafe - 独立した形の店舗ではなく、上述のREDEE内のカフェコーナーとして2023年の11月15日に開設された。
- 北九州市イノベーション人材マッチング支援センター
- 北九州市テレワーク推進センター
- 3rd Office
- 北九州R&Dセンター1901
- 銀座屋

#### 撤退した店舗
- cross unit - 2011年8月閉店
- ネッツトヨタ北九州 - 2011年8月閉店
- ラブジャンキー - 2011年9月閉店
- メディック健康広場 - 2011年9月閉店
- グリッド - 2011年7月オープン - 2011年11月閉店
- Bamboo Grass Garden - 2011年10月オープン → 2012年1月閉店
- SMG - 2012年1月閉店
- Tee-House - 2012年1月閉店
- ファミックス - 2011年11月オープン - 2012年1月閉店
- 手織屋 - 2012年2月閉店
- インパクト - 2011年8月オープン - 2012年2月閉店
- アキビック・アクアバイキング - 2012年5月閉店
- アウトレット手織屋 - 2012年3月オープン → 2012年7月閉店
- エミーナ・エミーノ - 2013年7月閉店
- カラッシュ - 2013年8月閉店
- Cel-Be
- KALASH
- MAMAIKUKO
- BAKER’S STREET
- WORLD USED MARKET
- apartment market
- a LuRue
- 古恵良販売
- エピシェール
- 若菜
- 舞
- うまいもん家
- カールエンジェリック
- フクスケ コラージュ
- チャイニーズキッチン大家好
- クリーニングハルヤ - 2010年8月オープン
- スポルト北九州 - 2014年6月1日閉店　同日にショッパーズモールなかまに「スポルトなかま」を開業しており、事実上の移転となる。
- スピュリチュアール氣石 - 2011年6月オープン → 2014年6月15日閉店
- スペース田中 - 2014年6月22日閉店
- トヨタカローラ博多- 2014年6月24日閉店
- ブティック アイ - 2014年6月26日閉店
- 帽子屋 フレイヴァ - 2014年6月29日閉店
- クリスタルネイル - 2014年6月29日閉店
- アリューレ - 2014年6月29日閉店
- H2O - 2013年12月オープン予定 - 2014年6月30日閉店
- 石釜パンのグラディエ - 2014年6月30日閉店
- T&H - 2012年2月オープン → 2014年6月30日閉店
- 小石原焼森喜ファクトリー - 2014年6月30日閉店
- エル・サ・ラ - 2014年6月30日閉店
- CHICA - 2014年7月31日閉店
- メガネの正視堂 - 第一期オープン店舗 → 2015年閉店
- JAPPY → 2015年閉店
- gootsin → 2015年閉店
- アンジェロ → 2014年9月1階移転オープン → 2015年閉店
- アスコットクラブ → 2014年9月1階移転オープン → 2015年閉店
- おしゃれ工房 → 2015年閉店
- パルファン → 2015年閉店
- カレー料理専門店 アバシ → 2015年閉店（陣原駅前へ移転後、後に完全閉店）
- レストラン庄屋 - 2011年7月オープン → 2015年閉店
- POLAショップ → 2015年閉店
- セレクトショップ　コパ → 2015年閉店
- アンフアンク → 2015年閉店
- ホームプラザナフコ／TWO-ONE STYLE → 2010年12月オープン → 2011年7月拡張オープン → 2014年6月22日TWO-ONE STYLE部分のみ閉店 → 2015年11月15日閉店
- ザ・ダイソー - 第一期オープン店舗 → 2016年4月14日閉店
- Bou Jeloud
- C.B.DEBUT
- Agre‘able
- ノエルヤマモト
- POUR LEPEE
- ひつじや
- 西松屋チェーン
- ピノキオランド
- パソコン市場
- ソフトバンク
- Moments（モーメンツ）
- 生地・洋裁・手芸 たけみや
- プラス カルカ
- 南風
- アンジー
- リコルザ
- ココ・プラス
- クリーニングの洗い工房
- サイゼリヤ - 2010年12月オープン→2016年6月30日閉店
- 保険相談センター - 2010年10月オープン→2016年6月30日閉店
- 西日本シティ銀行
- ゆうちょ銀行
- イッツスタイル - 2011年6月オープン→2016年8月31日閉店
- 福岡銀行
- kid's US.LAND - 2012年3月オープン → 2021年1月閉店

## 交通アクセス
- JR鹿児島本線「水巻駅」から徒歩約12分。
- JR鹿児島本線「折尾駅」から徒歩約15分。